# 圣维多圣殿 (韦尔巴尼亚)
圣维多圣殿（意大利语：Basilica di San Vittore）是一座罗马天主教宗座圣殿，位于意大利皮埃蒙特大区韦尔巴尼亚因特拉历史中心，自圣维多被宣布为韦尔巴尼亚的主保圣人以来，这座教堂就承担了这座城市的主教堂的功能（1992年） 。庆祝活动包括游行，以对湖的祝福仪式结束。

## 历史与建筑

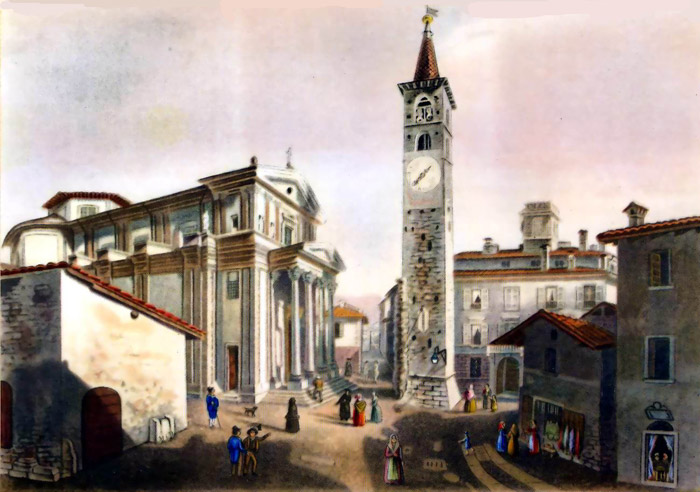

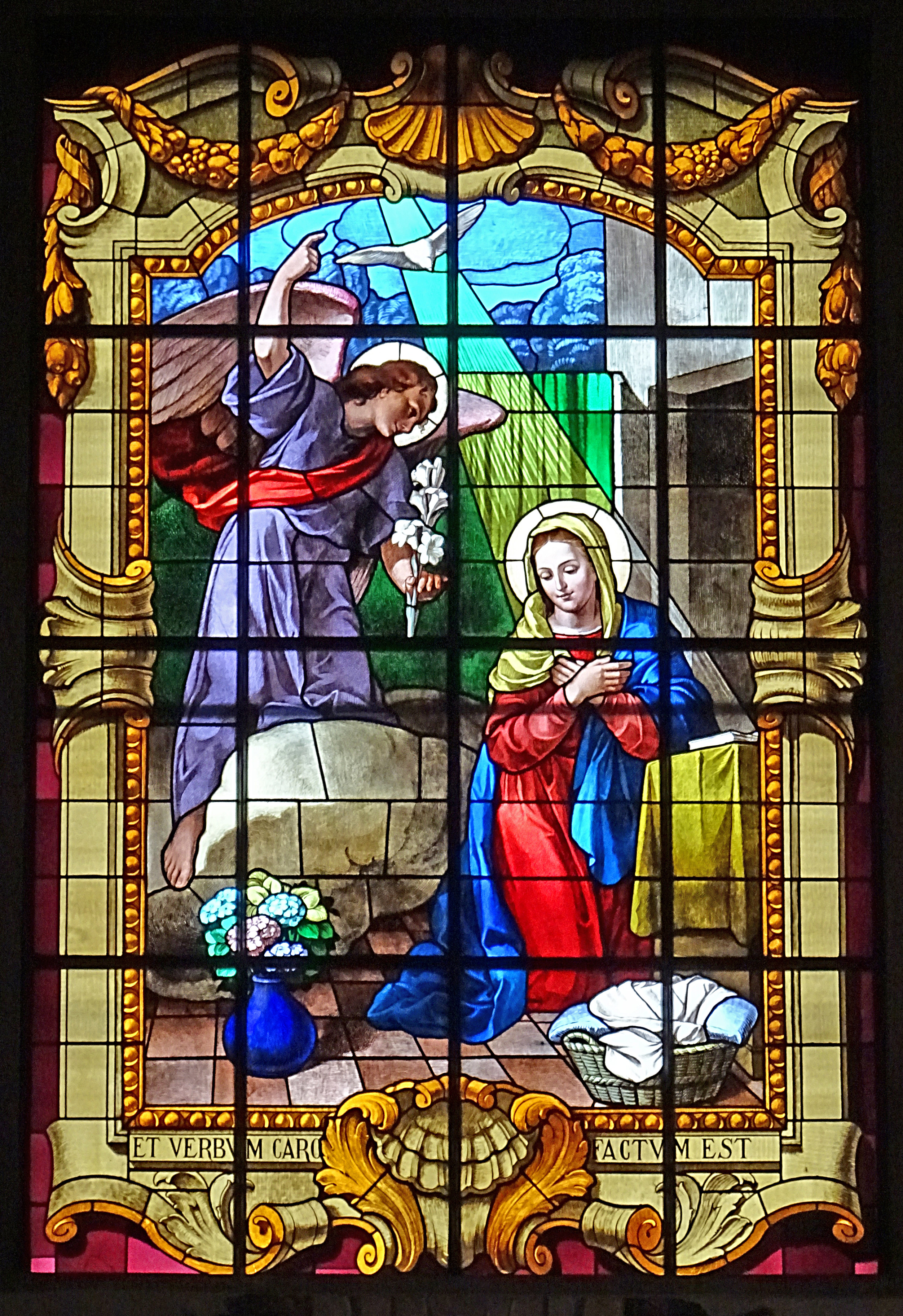

目前的教堂建筑历史相对较新。新教堂的建造始于17世纪的第一个十年，以取代可能旧的罗曼式建筑，后来修建了新的圆顶，最初覆盖的是铅屋顶，后来改为铜屋顶，教堂于1889年9月8日落成。同时，从1840年到1877年，修建了一座新的钟楼，以适应新教堂主体所呈现的宏伟气势。1878年，瓦尔杜贾的帕斯夸尔·马佐拉铸造厂铸造的8口钟得以安装，从而结束了教堂的修建。气势恢宏的管风琴可以追溯到18世纪的最后十年，由塞拉西风琴家族制造；1932年，管风琴进行修复，并引入电动气动传动系统。.这是韦尔巴尼亚最大的管风琴。教堂保存着丹尼尔·兰佐尼的一幅画作《施洗者的布道》。

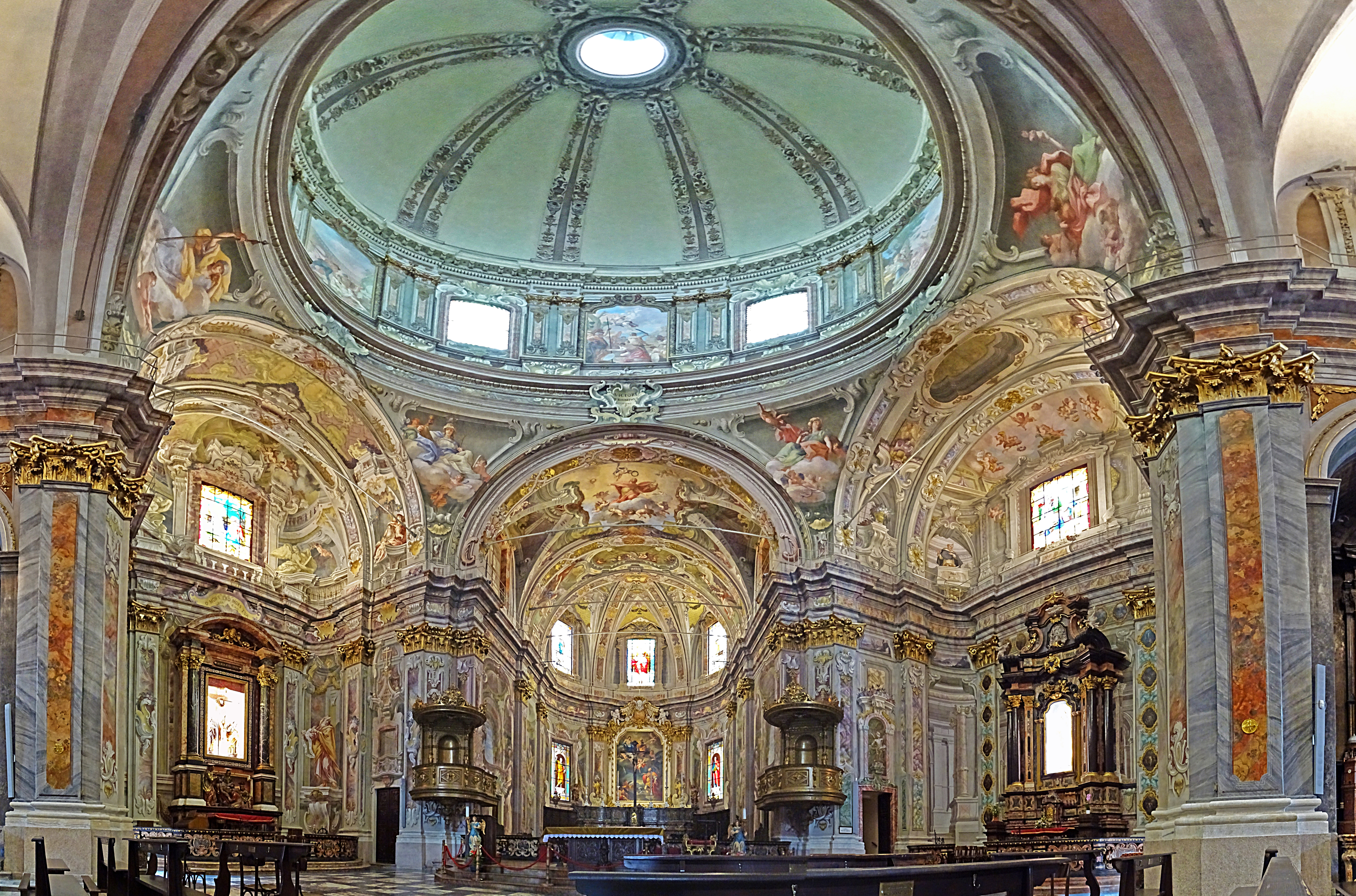
内部
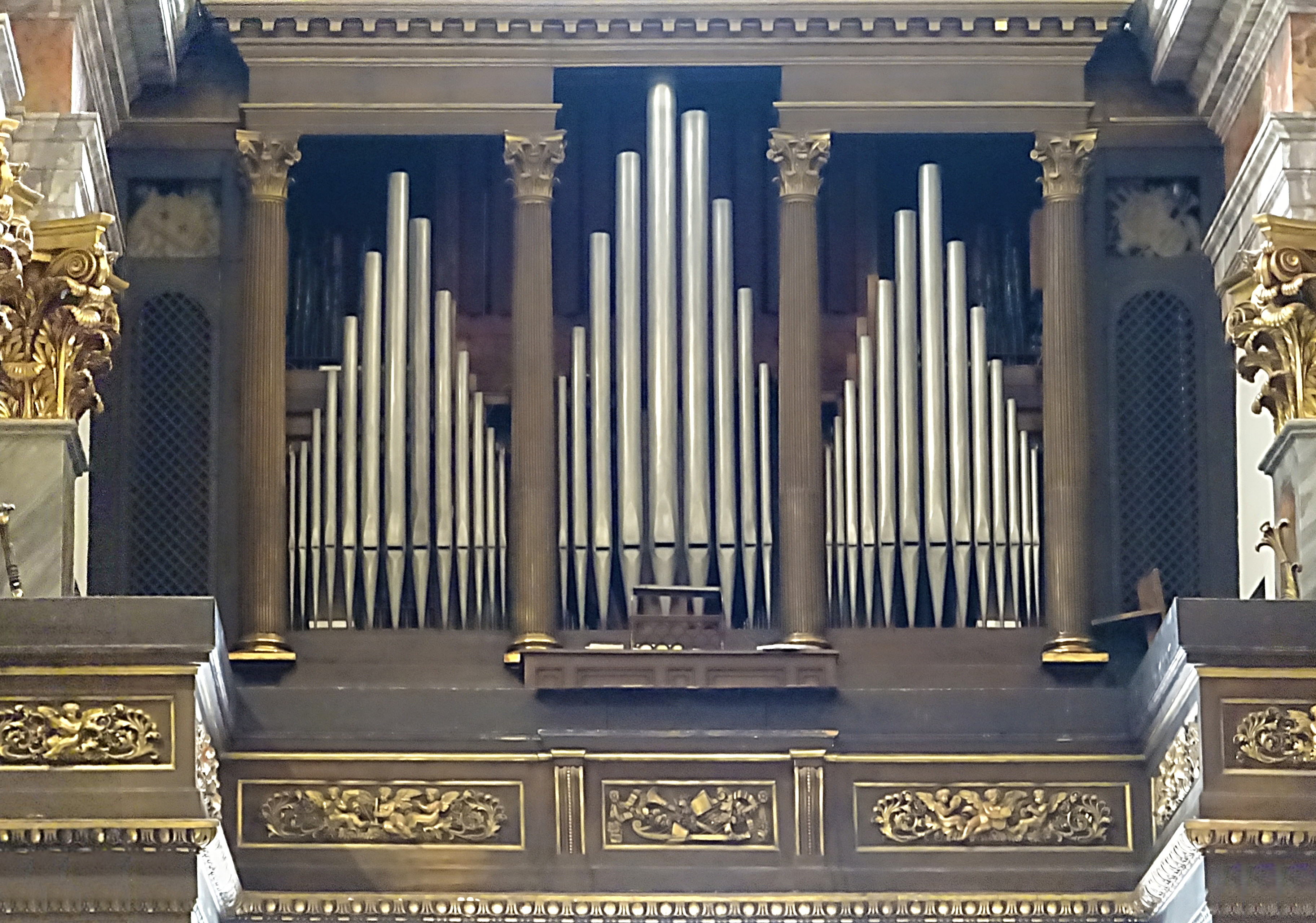
管风琴
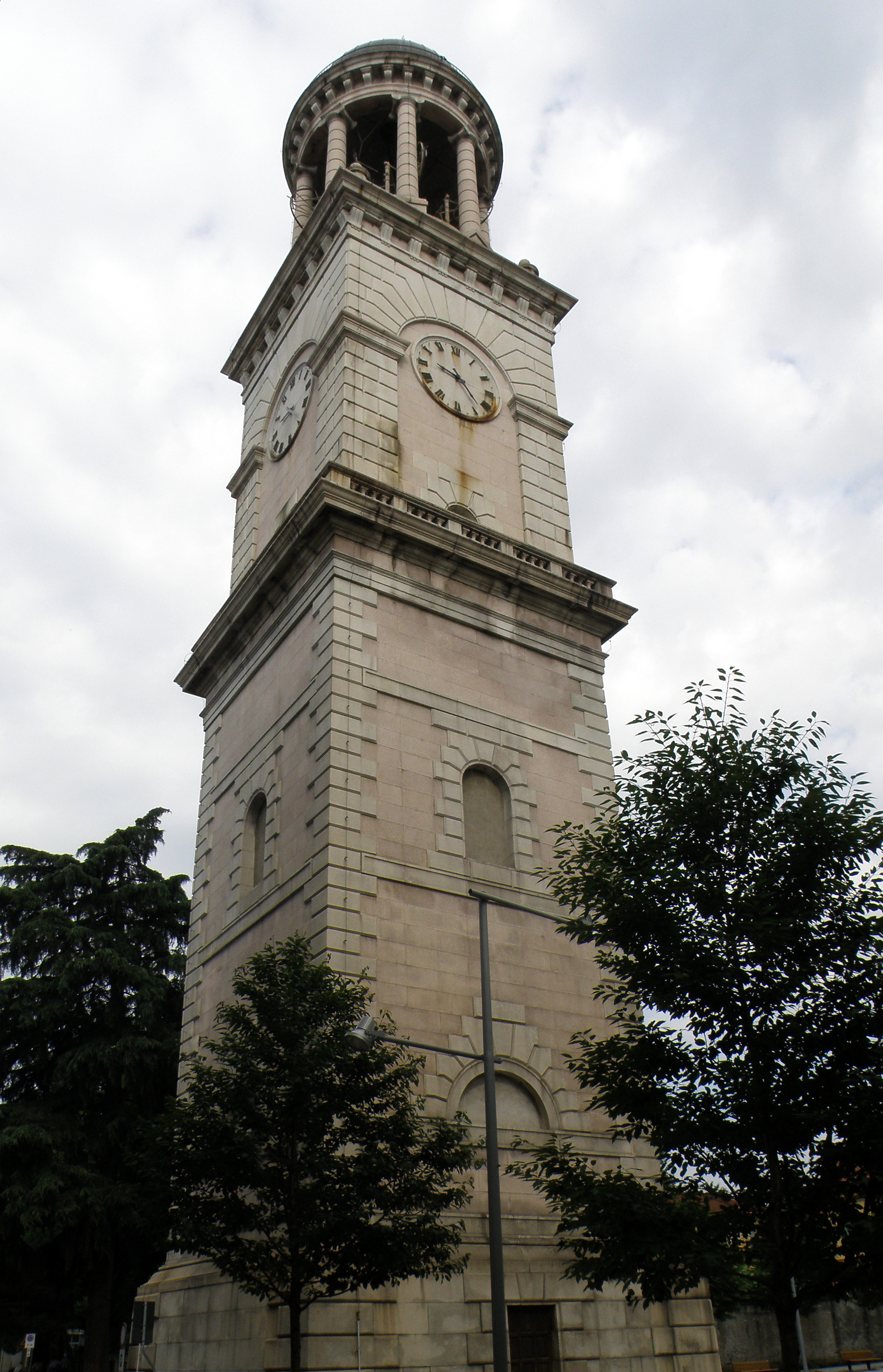
钟楼
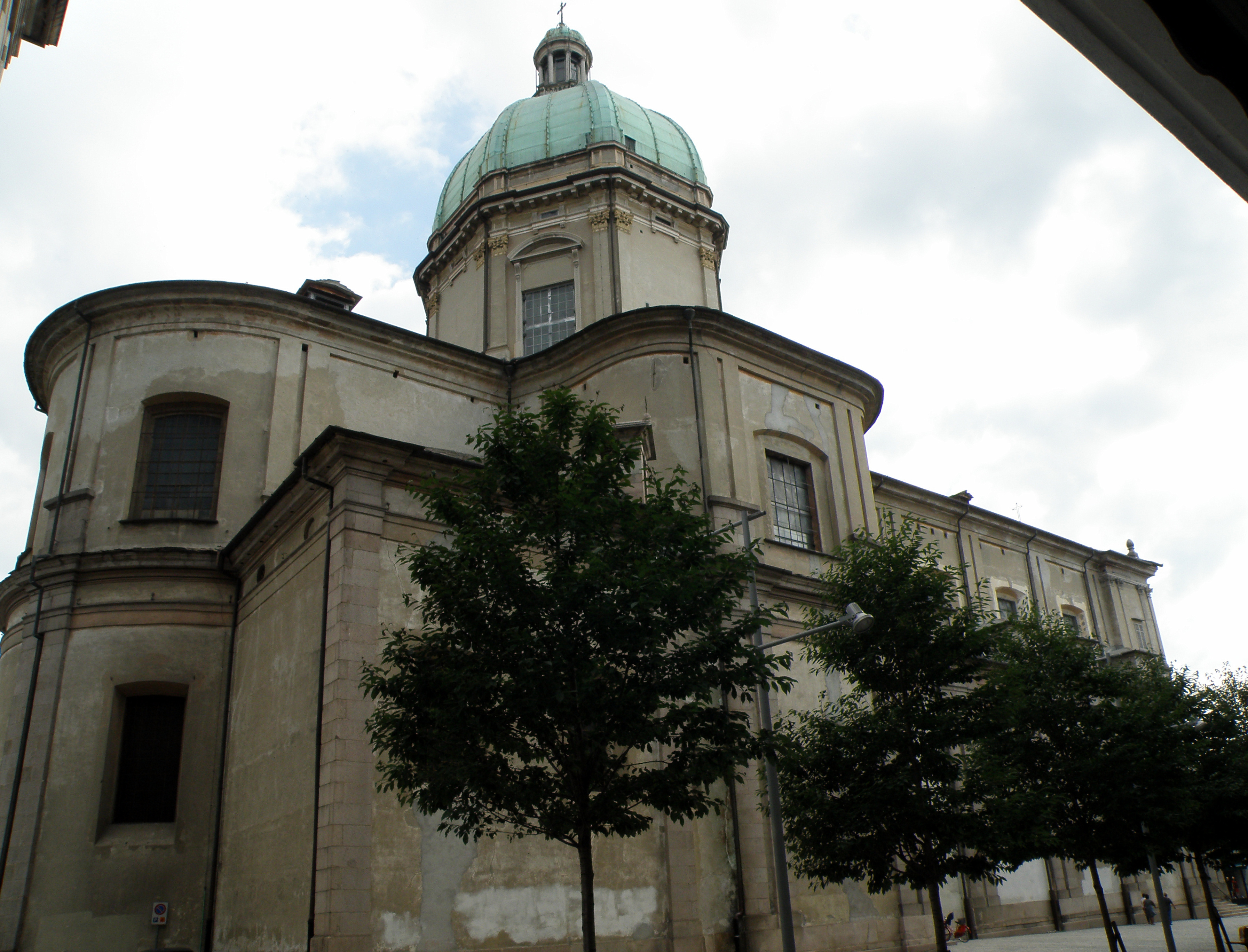
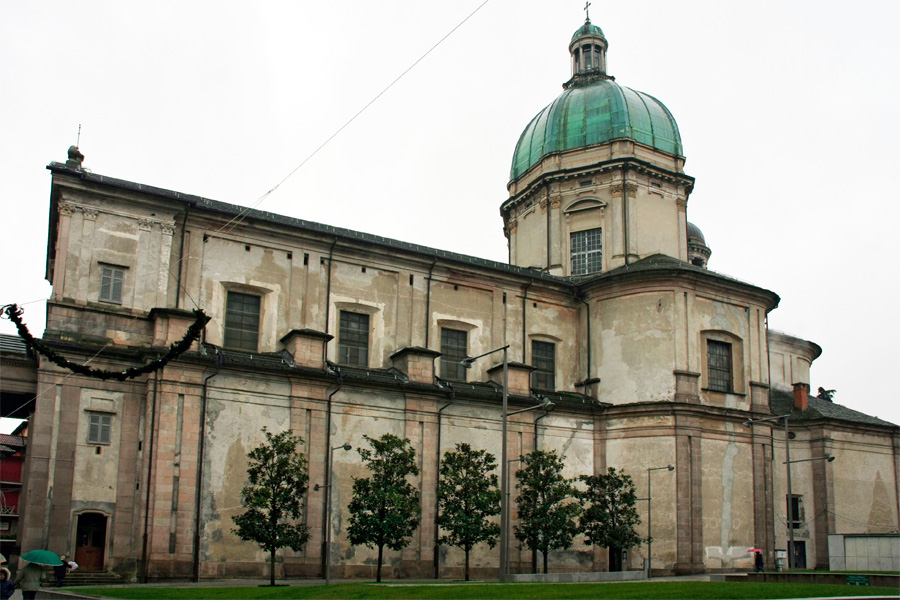
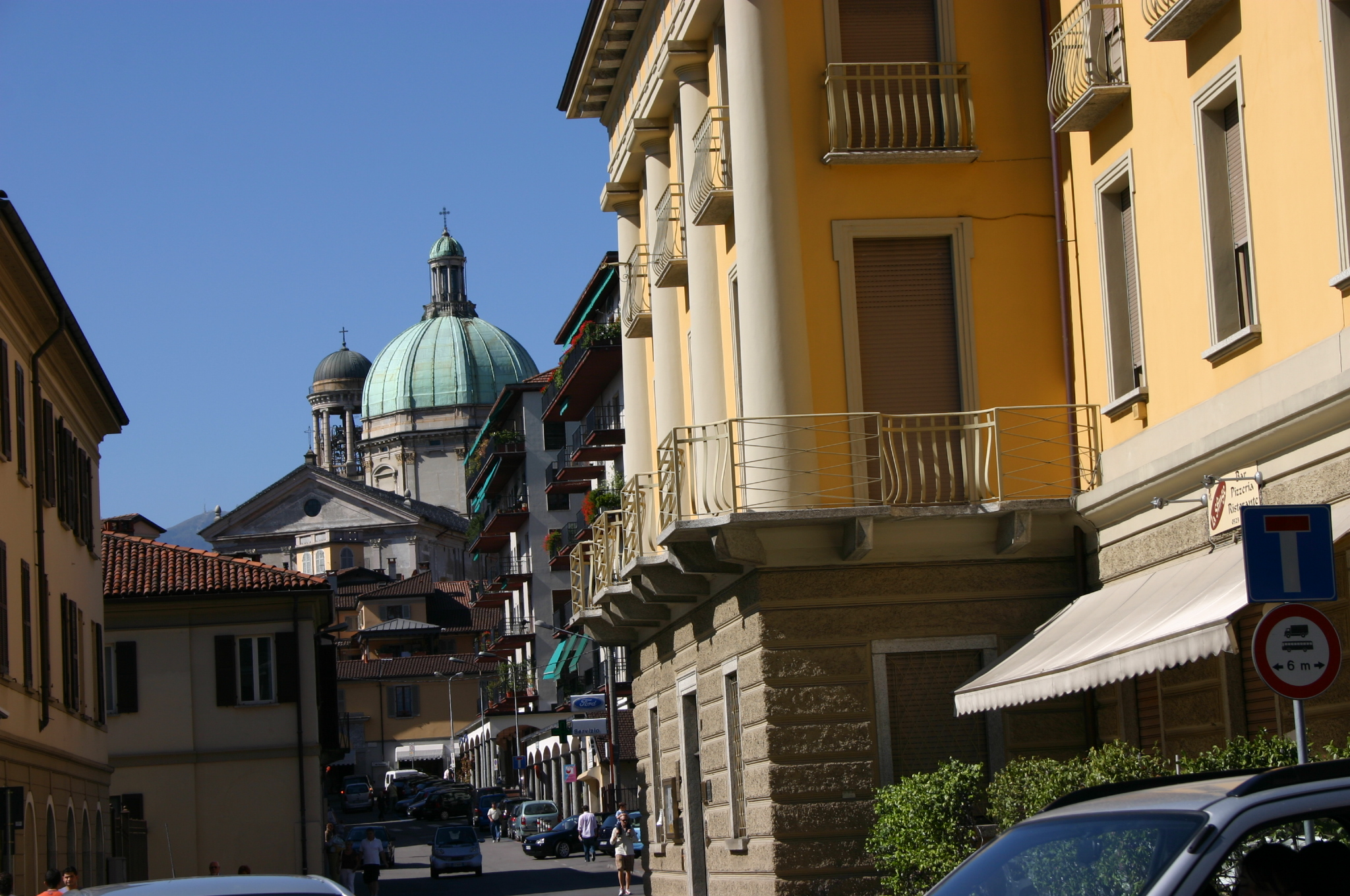